# Actinodaphne glauca
Actinodaphne glauca är en lagerväxtart som beskrevs av Christian Gottfried Daniel Nees von Esenbeck. Actinodaphne glauca ingår i släktet Actinodaphne och familjen lagerväxter. Utöver nominatformen finns också underarten A. g. subtriplinervis.